# Луњинечки рејон
Луњинечки рејон (блр. Лунінецкі раён; рус. Лунинецкий район) административна је јединица другог нивоа на крајњем истоку Брестске области у Републици Белорусији. 
Административни центар рејона је град Луњинец.

## Географија
Луњинечки рејон обухвата територију површине 2.708,51 km² и на 5. је месту по површини у Брестској области. Граничи се са Пинским рејоном на западу, Столинским на југу и Ганцавичким на северу. На истоку се налази Житкавички рејон Гомељске области а на североистоку Салигорски рејон Минске области.
Рејон се налази у самом центру Белоруског Полесја, у доста равном и једноличном пејзажу на надморским висинама између 128 и 152 метара. Један је од рејона са најгушћом речном и каналском мрежом у земљи. Најважнији водоток је река Припјат која представља јужну границу рејона, са својим притокама Бобриком, Лањом и Цном. 
Клима је умереноконтинентална са јануарским просеком температуре од -3 °C и јулским од 18 °C. Просечна годишња сума падавина је око 640 мм, а вегетациони период траје 205 дана. 
Један је од четири рејона Брестске области који су најтеже страдали услед нуклеарне хаварије у Чернобиљу 1986. године. Преко 60% територије рејона је било изложено радиоактивном зрачењу у количинама између 1 и 15 Cu/m²

## Историја
Рејон је основан 15. јануара 1940. године. 

## Демографија
Према резултатима пописа из 2009. на том подручју стално је било насељено 73.200 становника или у просеку 27,02 ст/км².
Основу популације чине Белоруси (96,17%), Руси (2,54%) и остали (1,29%).
Административно рејон је подељен на подручје градова Луњинец (који је уједно и административни центар рејона) и Микашевичи, те на 11 сеоских општина. На целој територији рејона постоји укупно 80 насељених места.

## Саобраћај
Саобраћајну инфраструктуру рејона чине железничка линија Брест—Гомељ и друмски правци М10 Русија—Гомељ—Кобрин, Р8 Лунинец—Пинск, Р13 Клецк—Ганцавичи—Лунинец и Р23 Минск—Микашевичи.
Река Припјат је пловна у делу тока преко овог рејона. 